# Tamporain
Tamporain, également orthographié Tamporin, est une localité située dans le département de Dapélogo de la province de l'Oubritenga dans la région Plateau-Central au Burkina Faso.

## Géographie
Tamporain est situé à 6 km à l'est de Dapélogo.

## Santé et éducation
Tamporain accueille un centre de santé et de promotion sociale (CSPS) tandis que le centre médical avec antenne chirurgicale (CMA) de la province se trouve à Ziniaré.
Le village possède un centre permanent d'alphabétisation et de formation.